# Copernicus Cup
Pour les articles homonymes, voir Copernicus.
Copernicus Cup est une compétition annuelle d'athlétisme en salle qui se déroule en février à Toruń, en Pologne.
Le meeting a eu lieu pour la première fois à l'Arena Toruń en 2015 et fait partie du World Athletics Indoor Toor. 

## Records du Meeting

### Hommes
| Epreuve          | Record        | Athlète                | Nationalité | Date            | Réf.  |
| ---------------- | ------------- | ---------------------- | ----------- | --------------- | ----- |
| 60 m             | 6 s 38        | Grant Holloway         | États-Unis  | 17 février 2021 | [ 2 ] |
| 400 m            | 45 s 59       | Bralon Taplin          | Grenade     | 10 février 2017 | [ 3 ] |
| 800 m            | 1 min 43 s 63 | Elliot Giles           | Royaume-Uni | 17 février 2021 | [ 2 ] |
| 1500 m           | 3 min 32 s 97 | Selemon Barega         | Éthiopie    | 17 février 2021 | [ 2 ] |
| 60 m haies       | 7 s 48        | Orlando Ortega         | Espagne     | 10 février 2017 | [ 4 ] |
| Saut en hauteur  | 2, 34 m       | Maksim Nedasekau       | Biélorussie | 17 février 2021 | [ 2 ] |
| Saut à la perche | 6,17 m        | Armand Duplantis       | Suède       | 8 février 2020  |       |
| Long saut        | 8,12 m        | Juan Miguel Echevarría | Cuba        | 6 février 2019  |       |
| Triple saut      | 16,90 m       | Cristian Napoles       | Cuba        | 15 février 2018 |       |
| Lancer du poids  | 22,00 m       | Konrad Bukowiecki      | Pologne     | 15 février 2018 |       |

### Femmes
| Epreuve          | Record        | Athlète               | Nationalité | Date            | Réf.  |
| ---------------- | ------------- | --------------------- | ----------- | --------------- | ----- |
| 60 m             | 7 s 07        | Ewa Swoboda           | Pologne     | 12 février 2016 |       |
| 400 m            | 50 s 66       | Femke Bol             | Pays-Bas    | 17 février 2021 | [ 2 ] |
| 800 m            | 1 min 58 s 19 | Habitam Alemu         | Éthiopie    | 17 février 2021 | [ 2 ] |
| 1500 m           | 3 min 58 s 80 | Genzebe Dibaba        | Éthiopie    | 10 février 2017 | [ 5 ] |
| 3 000 m          | 8 min 31 s 24 | Lemlem Hailu          | Éthiopie    | 17 février 2021 | [ 2 ] |
| 60 m haies       | 7 s 81        | Christina Clemons     | États-Unis  | 17 février 2021 | [ 2 ] |
| Saut en hauteur  | 2,00 m        | Mariya Lasitskene     | Russie      | 15 février 2018 |       |
| Saut à la perche | 4,60 m        | Nicole Büchler        | Suisse      | 10 février 2017 |       |
| Triple saut      | 14,60 m       | Paraskeví Papahrístou | Grèce       | 17 février 2021 | [ 2 ] |
| Lancer du poids  | 18,97 m       | Christina Schwanitz   | Allemagne   | 6 février 2019  |       |